# Ворочівське озеро
Ворочі́вське о́зеро — гірське озеро в Українських Карпатах, в межах Перечинського району Закарпатської області. Гідрологічна пам'ятка природи місцевого значення (з 1984 року). 
Розташоване на південний схід від села Ворочово, на горі Анталовецька Поляна. Лежить у западині на висоті 700 м над. р. м. Озеро вулканічного походження. Складається з двох водойм загальною площею 0,4 га. Водойми круглої форми діаметром до 50 м. Вода дуже прозора. Живиться підземними водами. Оточене лісом, важкодоступне.